# Historisches Nationalmuseum (Argentinien)
Koordinaten: 34° 37′ 37″ S, 58° 22′ 14″ W
Das Historische Nationalmuseum (spanisch Museo Histórico Nacional) befindet sich in der argentinischen Hauptstadt Buenos Aires, am Gelände des Parque Lezama im Stadtteil San Telmo. Es ist der Geschichte Argentiniens gewidmet und zeigt Ausstellungsstücke, die mit der Mai-Revolution und dem argentinischen Unabhängigkeitskrieg zu tun haben.

## Geschichte
Die Einrichtung des Museums, das zunächst Museo Histórico de la Capital (dt.: Historisches Museum der Hauptstadt) hieß, wurde von Francisco Seeber am 24. Mai 1889 beschlossen. Am 15. Februar 1891 erfolgte die Eröffnung in einem Gebäude der Bundesregierung an der Avenida Santa Fe 3951. 1897 zog das Museum um und befindet sich heute im Stadtteil San Telmo am Parque Lezama. Der erste Direktor war Adolfo Carranza. Teile der Sammlung wurden von Verwandten bedeutender Persönlichkeiten in der argentinischen Geschichte gespendet, andere stammten aus dem 1822 gegründeten Museo Público.
1997 wurde das Museum zum Nationalen Historischen Monument ernannt.